# Some Boy
Some Boy è un cortometraggio del 1914 diretto da Allen Curtis. Prodotto e distribuito dall'Universal Film Manufacturing Company, il film uscì in sala il 7 marzo 1914.